# Nevermind
Nevermind és el segon àlbum d'estudi de la banda de rock americana Nirvana, llançat el 24 de setembre de 1991. Va ser produït per Butch Vig i fou el primer llançament de la banda amb DGC Records. El líder de la banda, Kurt Cobain, va intentar fer música més enllà dels límits restrictius de l'escena grunge de Seattle, agafant influències de grups com els Pixies.
Malgrat les poques expectatives comercials de la banda i la seva discogràfica, Nevermind va esdevenir un èxit a finals del 1991, en bona part gràcies a la popularitat del seu primer senzill, «Smells Like Teen Spirit». El gener de 1992 ja havia esdevingut el número u a les llistes de vendes de Billboard, superant l'àlbum de Michael Jackson Dangerous. A l'àlbum hi va haver tres senzills més: «Come as You Are», «Lithium» i «In Bloom». La Recording Industry Association of America va certificar l'àlbum amb un disc de diamant (més de 10 milions de vendes), i l'àlbum ha tingut uns 30 milions de vendes arreu del món. Nevermind va fer arribar el rock alternatiu al gran públic, i ha tingut posicions elevades a llistes dels millors àlbums de tots els temps, com les de Rolling Stone i Time.

## Llista de cançons
Totes les cançons foren escrites i compostes per Kurt Cobain, excepte on s'indiqui el contrari. 
| Núm.          | Títol                                                               | Durada |
| ------------- | ------------------------------------------------------------------- | ------ |
| 1.            | «Smells Like Teen Spirit»                                           | 5:01   |
| 2.            | «In Bloom»                                                          | 4:14   |
| 3.            | «Come as You Are»                                                   | 3:39   |
| 4.            | «Breed»                                                             | 3:03   |
| 5.            | «Lithium»                                                           | 4:17   |
| 6.            | «Polly»                                                             | 2:57   |
| 7.            | «Territorial Pissings»                                              | 2:22   |
| 8.            | «Drain You»                                                         | 3:43   |
| 9.            | «Lounge Act»                                                        | 2:36   |
| 10.           | «Stay Away»                                                         | 3:32   |
| 11.           | «On a Plain»                                                        | 3:16   |
| 12.           | «Something in the Way»                                              | 3:52   |
| 13.           | «Endless, Nameless» (pista oculta en alguna de les còpies del disc) | 6:43   |
| Durada total: | Durada total:                                                       | 49:07  |